# Good to Be Back
Good to Be Back è un album della cantante statunitense Natalie Cole, pubblicato dall'etichetta discografica EMI America nel 1989.
L'album è disponibile su long playing, musicassetta e compact disc. La sua uscita viene anticipata da quella del singolo Miss You Like Crazy.

## Tracce

### Lato A
1. Safe
2. As a Matter of Fact
3. The Rest of the Night
4. Miss You Like Crazy
5. I Do (con Freddie Jackson)

### Lato B
1. Good to Be Back
2. Gonna Make You Mine
3. Starting Over Again
4. Don't Mention My Heartache
5. I Can't Cry
6. Someone's Rockin' My Dreamboat